# 多嶋沙弥
多嶋 沙弥（たじま さや、1988年6月10日 - ）は、日本の女性ファッションモデル。
石川県能美市出身。アドバンス社所属。

## 略歴
- 2007年、金沢大学経済学部入学後、同級生に誘われ金沢市でモデル活動を始める[2]。
- 2011年3月、金沢大学経済学部卒業。柳在圭ゼミ。
- 2013年、22代目サッポロビールイメージガールに就任。
- 2014年7月、石川県能美市の観光大使に就任。
- 2014年4月、情報バラエティー番組『朝だ!生です旅サラダ』（朝日放送）の「旅サラダガールズ」4期メンバーに就任。
- 2015年8月に結婚し、12月に妊娠4か月であることを公表[3]。
- 2016年6月18日、第1子男児を出産[4]。

## エピソード
- 趣味はイラスト、ランニング、カラオケ。
- 特技は英検2級、書道。
- 弟が1人いる[5]。
- 佐藤詩子と仲が良く、佐藤の事を「うぴ」と呼んでいる[6]。
- 大学時代は石川県と東京を往復しながら活動をしており、大学を中退してすぐに上京してほしいという事務所の要請を断固として拒否し続け、4年で卒業した。

## 主な活動歴
- 雑誌 光文社「JJ」
- 神戸コレクション2009
- web シネマトリビューン
- わがまま!気まま!旅気分(BSフジ)

## 参考資料
- 「卒業生インタビュー・多嶋沙弥さん」（PDF）『金沢大学広報誌「アカンサス」』第27号、金沢大学、2013年11月1日、2015年3月28日閲覧。